# Nationaal park Nino Konis Santana

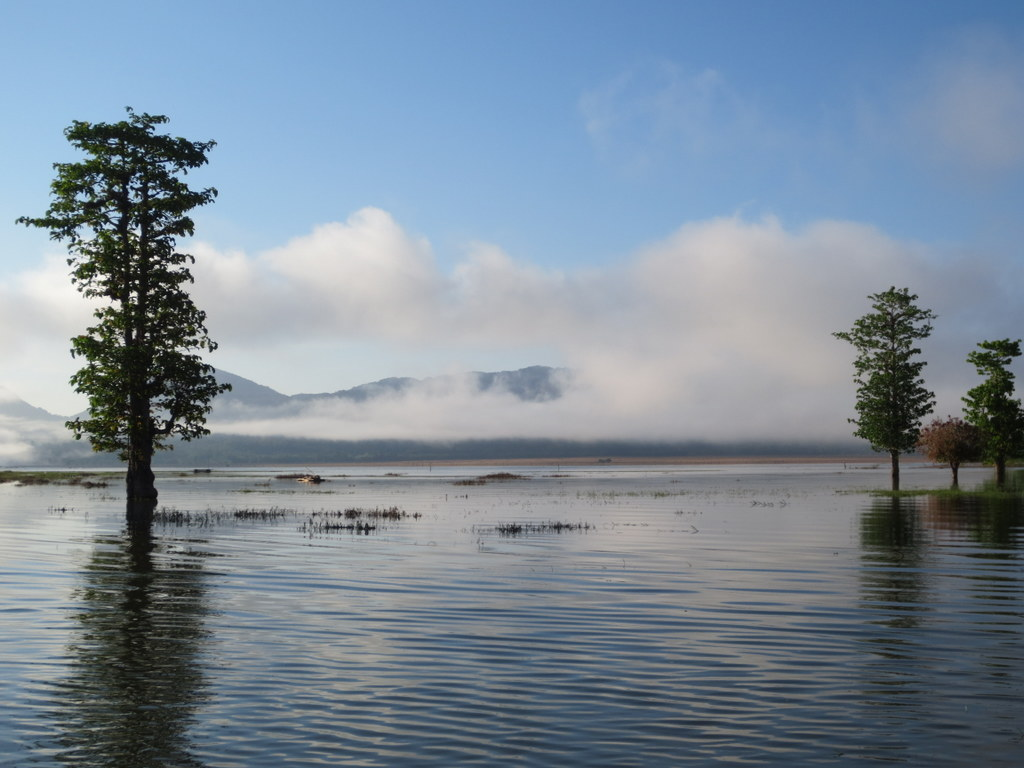
Het Ira Lalaro-meer

Het Nationaal park Nino Konis Santana is een nationaal park in Oost-Timor, opgericht op 3 augustus 2007. Het ligt in het uiterste oosten van het land. De oppervlakte bedraagt 1236 km² voor het landgedeelte en 556 km² voor het mariene gedeelte. 
Het terrestrische gedeelte verbindt drie belangrijke vogelgebieden (Important Bird Area): Lore (Monte Paitchau), het Ira Lalaro-meer, en het Jaco-eiland.
Het is een van de laatste toevluchtsoorden van verschillende zeldzame vogelsoorten zoals de kleine geelkuifkaketoe, de Timorese muskaatduif, de bruine rijstvogel (Lonchura fuscata) of de timorpapegaaiduif (Treron psittaceus), die endemisch zijn voor de regio.

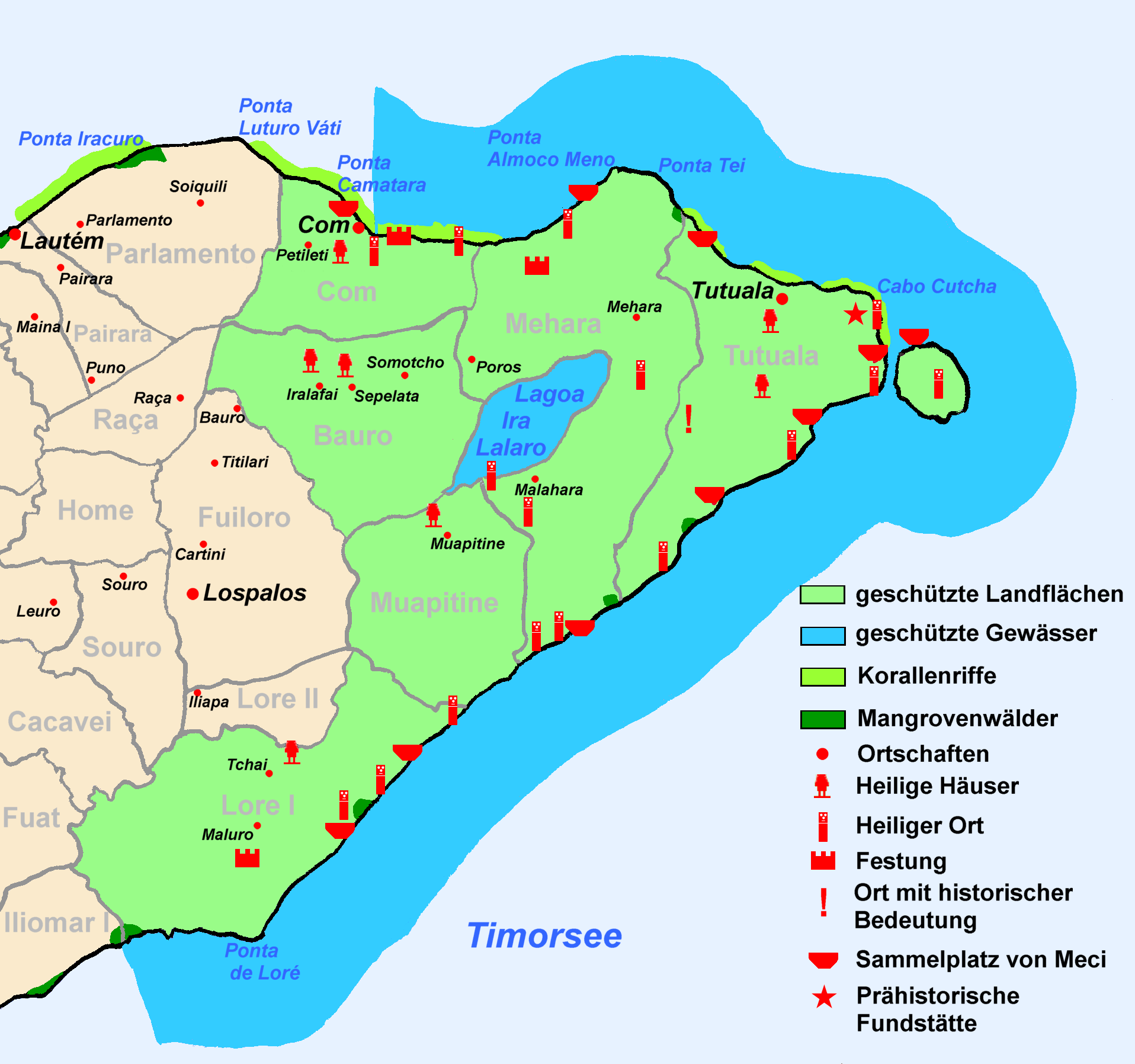
Kaart van het park